# Неманзаде, Омар Фаик
Омар Фаик Ломан оглы Неманзаде (ранее Нейманзаде) (азерб. Ömər Faiq Nemanzadə (ранее Ne'manzadə); 24 декабря 1872, Ацхур, Ахалцихский уезд, Тифлисская губерния — 10 октября 1937, Тбилиси) — азербайджанский публицист, журналист и просветитель, представитель народной интеллигенции, общественно-политический деятель. Публицист журнала «Молла Насреддин». Владелец издательства «Гейрят» («Честь»).
Председатель Временного правительства Ахыска (Ахалцих). Член Временного Революционного Комитета Грузинской ССР. Первый Председатель Совета по мусульманским вопросам Грузинской ССР. Расстрелян в 1937 году.

## Написание имени
Изначальный вариант написания фамилии Омар Фаика в транслитерации с азербайджанского на русский язык — «Нейманзаде». Это связано с тем, что когда в азербайджанском языке использовался апостроф, его фамилия писалась как «Ne’manzadə». В период перехода с кириллицы на латиницу с 1992 по 2001 годы, апостроф был исключен из использования в азербайджанском языке.
Написание «Ne’manzadə» сменилось на «Nemanzadə» без апострофа, а русская транслитерация, соответственно, с «Нейманзаде» на «Неманзаде». Сегодня можно встретить оба варианта написания имени автора на русском языке.

## Биография
Родился 24 декабря 1872 года в селе Ацхур Тифлисской губернии. По происхождению — ахыска (месхетинский турок).
По настоянию матери он отправился к брату матери в Стамбул, и поступил в медресе Фатихе. Через некоторое время перевёлся в светский лицей Дарюшшафака.
В 1891 году окончил семинарию «Даруш-шафак» в Стамбуле, имевшую на тот момент в Турции репутацию рассадника либеральных идей.
В 1893—1903 годах проводил просветительскую деятельность в школах Азербайджана (Шеки, Гянджа, Шемаха, Баку).
В 1903—1906 годах занимался журналистикой. Публиковался в ведущих газетах на Кавказе, таких как «Шарги-Рус», «Терджуман», «Икбал», «Иршад», «Ачыкъ сёз», «Йени Игбал», часто запрещавшихся официальной цензурой Бакинской губернии. Имел репутацию неблагонадёжного журналиста.
В 1906 году после согласия известного писателя и своего друга Джалила Мамедкулизаде быть главным редактором задуманного сатирического журнала «Молла Насреддин» получил разрешение администрации организовать издательство «Гейрят» в Тифлисе. Это были годы расцвета публицистической деятельности Неманзаде. Он печатался и публиковался под 40 псевдонимами, являлся автором большинства карикатурных сюжетов самого популярного журнала тюркоязычного мира вплоть до 1917 года — начала революционного периода на Кавказе.
С 1917 года находился в Ахалцихе с целью защиты национальных интересов местных турок в условиях безвластия и разгула бандитизма, террористической деятельности армянских банд. Стал председателем временного правительства Ахыска при Юго-Западной Кавказской Тюркской (также известной под названием Карской) Республики. Выступал против антитурецкого насилия. Был трижды арестован в 1918 году. После освобождения самооборона республики продержалась до прихода английских войск в апреле 1919 года.
В 1919 году прибыл в Баку, где по заданию Парламента АДР возглавил Полицейское Управление АДР.
В 1920 году возвратился в Грузию с прежней целью защиты интересов тюркского населения, но уже в советизирующейся Грузии. В Грузии он был приглашён в качестве председателя сектора мусульман в фактическое правительство Грузии, Революционный Комитет Грузии, как один из десяти членов РВК.
С началом нашумевшей операции «Грузинское дело» (1922) завершил свою общественно-политическую деятельность в Грузии и в 1923 переехал в Азербайджан. Он категорически отказывался от предложения новых властей Азербайджанской ССР участвовать в возобновлении издания журнала «Молла Насреддин». Журнал начал выходить без его участия.
Он переехал в Гянджу, где работал директором Гянджинского сельскохозяйственного техникума. В 1924 году Неманзаде был назначен в комитет национального образования Азербайджанской ССР. Принимал активное участие в становлении народного просвещения и являлся инициатором процесса создания новых учебников и учебных пособий.
После ухода на пенсию в 1927 году, Неманзаде работал над мемуарами, но так и не смог их закончить.
16 июля 1937 года Омар Фаик Неманзаде по распоряжению районного прокурора Одабашяна был арестован по обвинению в шпионаже в пользу Турции в своём фамильном доме в Ахалцихе (Грузия). Спустя 3 месяца, 10 октября по решению Тройки при Комиссариате внутренних дел Грузинской ССР расстрелян в Тбилисской тюрьме НКВД. 
У Омара Фаика нет могилы. В 1958 году Верховный Суд Грузинской ССР оправдал его.
Изучение жизни и творчества Омар Фаика и публикация его богатой коллекции произведений начались только с середины 1980-х годов.

## Оставшийся в тени публицист журнала «Молла Насреддин»
На сегодняшний день «Молла Насреддин» в массовом сознании азербайджанского общества ассоциируется лишь с именем Джалила Мамедкулизаде. Тем временем, Омар Фаик имеет прямое и непосредственное отношение как к самой идее зарождения, создания и издательства, так и всего писательского содержания журнала, особенно в 1906—1911 годы.
Имя Омар Фаика Неманзаде, запрещенное после его расстрела, оставалось практически не упоминаемым до распада Советского Союза в силу его либеральных воззрений и надежд на прогресс тюркских народов. Только с открытием архивов в уже независимом Азербайджане в первую очередь научным кругам, а затем и широкой публике стала открываться новая история, стали известны многие факты из истории жизни, о которых умалчивалось семь десятилетий.
Несмотря на реабилитацию в 1956 году бывших расстрелянных «врагов народа», в том числе Омар Фаика, инерция глубокого страха интеллигенции и научных кругов Азербайджана была настолько велика, что его имя оставалось не упоминаемым. Только к середине 80-х годов, некоторые литературоведы, живые свидетели тех времен осмеливаются его упоминать.
Настоящую литературную реабилитацию Омар Фаика Неманзаде впервые осуществил профессор Шамиль Гурбанов:

«С сожалением нужно сказать, что публицистское наследие Омар Фаика Неманзаде еще не изучено в должной мере, особенно его деятельность в журнале „Молла Насреддин“ полностью не раскрыта, его подписи не изучены, так как авторов некоторых фельетонов и заметок не удалось установить и их авторство все еще не установлено.„
Азербайджанский литературовед Азиз Мирахмедов отмечал:

“В свое время место Фаика в истории „Молла Насреддина“, его роль в организации и управлении издательством „Гейрят“ не были отмечены и оценены в должной мере, важная часть его заслуг приписывалась другу Джалилу Мамедкулизаде.»
Шамиль Гурбанов, собравший значительную часть творчества Омар Фаика в книге «Seçilmiş Əsərləri, Ömər Faiq Nemanzadə», писал:

«Сейчас с уверенностью можно сказать, что такие популярные произведения как „Армянские и мусульманские женщины“, „Два открытых письма Шейхульисламу“, „Бочка воды“, „Святилище Биби Хейбет“ и другие, пробудившие общественное мнение в начале XX века, принадлежат перу именно Омар Фаика Неманзаде.»
Джафар Мустафаев, докторант Стамбульского Университета, отмечает:

«Журнал „Молла Насреддин“ был одним из немногих изданий, принятых советским режимом и перепечатанных с арабского алфафита на киррилицу. Нельзя забывать, что Омар Фаик играет важнейшую роль в издании этого журнала и формировании школы Molla Nasreddinciler. Омар Фаик и Джалил Мамедкулизаде публиковали журнал вместе, в некоторых вопросах Омар Фаик приложил больше усилий, чем Мамедкулизаде. Тем не менее, поскольку Омар Фаик получил образование в Османской империи и в глазах Царской России представлял небезопасную фигуру, все официальное администрирование легло на Мамедкулизаде. В связи с этим имя Омар Фаика было вытеснено на второй план в исследованиях о журнале „Молла Насреддин“, или его имя вообще не упоминалось. Советская идеология соответствовала пониманию местного национализма Джалила Мамедкулизаде и была далека от пантюркистких взглядов Омар Фаика. Поэтому на сегодня мы имеем картину с восславлением вклада Джалила Мамедкулизаде в журнал „Молла Насреддин“, при этом полностью игнорируя вклад Омара Фаика.»

## Путь к Просветительству (1893—1903)
Первое образование Омар Фаик получил в мечети своего родного села. Проучившись несколько лет в религиозной школе, и не проявив интереса к религии, он поступает в только что открывшуюся русскую школу. Для дальнейшего образования отец хотел отправить мальчика в учительскую гимназию в Гори, но слова матери «Мой сын не будет учиться среди неверующих», оказались препятствием и по её настоянию Омар Фаик в 1882 году отправляется в Стамбул, где продолжает обучение в школе «Фатех». Имея интерес к естественным наукам, он впоследствии переходит в школу «Даруш-Шафаг», обладавшую на тот момент репутацией рассадника либеральных идей в Турции. Однажды произошло противостояние студентов и руководства училища. Мятеж подавляют, некоторых студентов арестовывают, других же избивают дубинкой. Омар получает месяц ареста и 30 ударов дубинкой. После отбывания ареста в тюрьме, ему приходится лечь в больницу на два месяца. По окончании учёбы в 1891 году он начинает работать в телеграфии «Галата», где получает неограниченный доступ к газетам и журналам Европы, оказавшим впоследствии большое влияние на становление его личности. Это был период знакомства и осознания социальных европейских ценностей, идей либерализма. Вдохновение примером Европы не только не мешало, но и способствовало формированию четкой ориентации на собственное национальное мироощущение.
В 1894 году, вернувшись на Кавказ, Омар Фаик присоединяется к азербайджанским демократам с либерально-демократическими взглядами в сфере культуры и просвещения. Он распространяет научные знания в селе, за что его прозывают «Гявур Омар». Омар хочет открыть в селе Агаре школу, но не может получить разрешение. С этого же года он начинает преподавать светские науки в городе Шеки. Осенью 1894 года Омар Фаик приезжает в один из старейших городов Азербайджана Шеки, и с помощью местной интеллигенции создает небольшое общество. Одной из важнейших задач этого общества на начальном этапе стало открытие новометодной школы — «усули-джадид». Однако, этому противостояли определенные силы как сверху, так и снизу. А те, кто хоть как-то интересовались вопросами просвещения, просто не верили этим молодым реформаторам. Омар Фаик так пояснял причину этого недоверия: «В облике служителей духовенства из Турции в эти края приезжало много шарлатанов, народ уже испытывал чувство брезгливости по отношению к ним и не хотел видеть никого из такого рода людей» (газета «Хайят», 30 марта 1906).
Из воспоминаний Омар Фаика становится очевидным, что после долгих уговоров «общество получает разрешение властей на открытие национальной школы и открывает первую тюркскую национальную школу на Кавказе с новым методом обучения, что становится хорошим примером для других городов». Для того времени это было невиданным событием. Немного ранее М.Т. Сидги, сыгравший огромную роль в просветительском движении на Кавказе, ввел похожий метод обучения в Нахичевани, создав основу для нового прогрессивного педагогического течения в Азербайджане. Вслед за ними М. И. Гасир в Ленкоране, М. М. Невва в Шуше начинают широкую деятельность в этой области.
Самой важной стороной нового метода было обучение на родном языке. Русский язык изучался как независимый предмет. В программу обучения были введены также многие светские науки. Первая ласточка — школа-четырехлетка в Шеки, стала первой школой такого типа. В первый день обучения школа приняла 200 школьников, большинство из которых были дети из бедных семей, не имевших возможности платить за учебу. В штате школы было всего 4 учителя: Омар Фаик, Мухаммед Хафиз Эфенди Шейхзаде, Мулла Таджеддин и окончивший семинарию Газанфар.
В Шеки Неманзаде не ограничивался лишь работой учителя. На страницах газет и журналов он печатал последние новости в области просвещения, рассказывал о последних достижениях. В статье за подписью «Учитель Неманзаде», отправленной из Шеки в крымскую газету «Терджуман», Омар Фаик пишет: «Ученики школ нового типа, окончив школу, зачастую, не могут продолжить учебу в больших городах и довольствуются тем, что продолжают профессии своих отцов. Из-за недостатка образования не могут ни развивать дела своих отцов, ни выполнять новую и полезную работу. Поэтому нами принято решение с этого года открыть в шекинской школе отдел профессионального обучения, что станет достойным примером для других школ. На начальном этапе детей будут обучать профессии шелковода».
С 1898 по 1900 год Омар Фаик преподавал в медресе при шекинской мечети. Здесь же он ставит пьесу Мирзы Ахундова «Мсье Жордан и дервиш Местели шах» и выступает в роли Мсье Жордана. В связи с болезнью, весной 1896 года Омар Фаик уезжает в Гянджу. Оттуда отправляется в Гаджикенд и встречается с Мухаммедом Эфенди, приехавшим из Стамбула, и оказавшим влияние на мировоззрение молодых учителей и писателей. Из-за болезни в течение 1896—1898 годов Омар Фаик остается в Абастумани и селе Агаре. Решив открыть в Ахалцихе национальную школу, Омар Фаик написал заявление на имя директора образования Тбилиси и получил такой ответ: «Ты достаточно проучился в школе, отдельную тюркскую школу открывать нельзя». Выступая в защиту национальных прав, Омар Фаик говорит: «каждый народ имеет право на свою культуру и образование, и необходимо защищать это право везде и всегда». Выздоровев, он преподает в школе в городе Шеки (Азербайджан) с 1898 по 1900 годы, сокращает уроки религии и увеличивает уроки счета, географии, истории и языков.
В 1900 году Омар Фаик с целью продолжения общественной деятельности приезжает в Баку, где так же, как и в других городах (Шемахе, Тифлисе), занимается просветительской деятельностью. Став свидетелем отсутствия национальных школ в Баку и далеко не благоприятных условий мусульман, Омар Фаик пишет: «Если бы я не увидел гимназию для девочек, открытую Тагиевым, я бы счел тюркское просвещение в Баку нулевым».
В Шемахе он оказывает непосредственную помощь в организации национальной школы. Здесь же он преподает историю, географию, счет и турецкий язык. После сильного землетрясения 31 января 1902 года в Шемахе, Омар Фаик уезжает в Тбилиси.

## Публицистика (1903—1917)
2 апреля 1905 года на одну из первых книг, написанных Омар Фаиком, Цензурным Комитетом было дано разрешение на публикацию. Несмотря на то, что эта книга называлась «Нашри-асара давет» (азерб. Nəşri-asarə dəvət, «Приглашение к изданию произведений»), она была написана под влиянием общественно-политических событий того времени.
Публицистическая деятельность Омар Фаика не ограничивалась газетой «Шарги-Рус», с которой он сотрудничал, и журналом «Молла Насреддин», который основал и издавал Джалил Мамедкулизаде с 1906 года. Авторскую подпись Неманзаде можно было увидеть во многих солидных изданиях того времени, таких как «Хайят», «Фэюузат», «Иршад», «Таракки», «Икбал», «Йени Икбал», «Ачык Сёз», «Кардаш Кёмяги», «Азербайджан» и других.

### Деятельность в «Шарги-Рус»
В редакции газеты «Шарги-Рус», которая начала издаваться 30 марта 1903 года и редактором которой являлся Мухаммед ага Шахтахтлы, Омар Фаик Неманзаде работал плечом к плечу с такими деятелями, как Мухаммед ага Шахтахтлы, Джалил Мамедкулизаде, Самед ага Гаибов, Узеир Гаджибеков, Рашид-бек Исмаилов, Асад Бабаев, Юсуф Афандизаде.
Эта газета была первой политической и публичной ежедневной тюркской газетой на Кавказе. Позже Омар Фаик так описал этот период своей жизни: «Боль от социальных и политических ран, возникших вследствие увиденного мною в Ахалцихе, Шеки, Шемахе, Гяндже, Баку и других местах в течение десяти лет с 1893 по 1903 год, все ещё в моем сердце. Но перед двумя-тремя цензорами было трудно открыто писать про политическую тиранию, угнетение правительством. Поэтому я счел верным завуалировать политический деспотизм и пока писать про религиозную тиранию, которая к нему приводила».
После того, как в 1905 году закрылась газета «Шарги-Рус», Омар Фаик и его друг Джалил Мамедкулизаде выкупили типографию, переименовали её в «Гейрят» и начали издавать здесь новаторские книги, шедшие в ногу со временем. В литературно-культурной жизни Азербайджана наступает новый этап. Идейное течение, известное под названием «молланасреддинцы», вступило в борьбу именно с подмостков издательства «Гейрят».

### Деятельность в издательстве «Гейрят»
В 1903 году Мухаммед ага Шахтахтинский приезжает в Тифлис. В это время он был вынужден продать своё издательство. Чтобы издательство не перешло в чужие руки, Омар Фаик начинает искать спонсоров. Закрытие газеты «Шарги-Рус» и выставление издательства на продажу в такое сложное время открыли новую веху в совместной работе Омар Фаика и Джалила Мамедкулизаде. Им удалось получить разрешение на издательство журнала «Молла Насреддин», который являлся «порождением русского революционного движения», собрать вокруг себя основные демократические силы своего времени и «открыть огонь» по существовавшему тогда общественному строю.
Омар Фаик так описывал это в своих воспоминаниях: "Я сказал Мирза Джалилу, что нельзя позволить турецкому издательству, о котором я так давно мечтал, попасть в лапы торгашей и закрыться; что нужно спасти его любой ценой. Джалил рассмеялся и сказал: «Конечно, я согласен. Но без сомнения Магомед ага захочет деньги за издательство, а их нет ни у тебя, ни у меня. А также, Фаик, боюсь, что если Магомед ага узнает о том, что издательство перейдет в твои руки, он откажется продать его». Я сказал: «Не произноси моего имени и попроси Магомеда ага подождать, пообещай, что найдешь деньги. Не бойся!».
Позже Джалил Мамедкулизаде и Омар Фаик начинают искать третьего товарища, который мог бы профинансировать покупку типографии с целью дальнейшей работы. Такого человека находит сам Омар Фаик. Им оказался, занимающийся в то время торговлей в Тбилиси, нахичеванский купец Мешади Алескер Багиров. Омар Фаик просит Мешади Алескера оказать финансовую поддержку, и испытывающий к Омару Фаику уважение и особую симпатию Машади Алескер не отказал и одолжил определённую сумму денег. Позже он взял на себя все расходы не только по издательству «Гейрят», но и по журналу «Молла Насреддин».
Новая типография начинает свою деятельность с марта 1905 года под названием «Гейрят», и продолжает её вплоть до 1907 года. Руководят ею трое: Мирза Джалил как редактор, Омар Фаик как издатель и Багиров как спонсор. Позже они принимают решение расширить типографию и увеличить производственную силу. В нём издаётся большое количество литературных и научных работ. Главным достижением типографии было издание журнала «Молла Насреддин». После этого начинается смелый, продуктивный и опасный период в творчестве Омар Фаика.

### Деятельность в журнале «Молла Насреддин»
После ряда финансовых трудностей в 1906 году впервые был издан журнал «Молла Насреддин», главным редактором которого был Джалил Мамедкулизаде. В верстке и издании журнала Мамедкулизаде и Омар Фаик сыграли исключительную роль. В апреле 1906 года благодаря их совместным усилиям вышел первый номер журнала. Обращаясь со страниц «Молла Насреддина» к ложным почитателям свободы, Омар Фаик пишет:
«Если мы хотим жить свободно, то должны пожертвовать молодежью. А после принесенной жертвы мы не должны выбивать себя из сил, оплакивая и скорбя по ним. Мы не должны допускать повторных жертв, главное, чтобы свобода была честно заработана кровью народа. Если мы будем просто ждать и терять время на пустые разговоры, постоянно говоря о свободе, то мы её не добьёмся и не увидим её плодов».
Официальным редактором журнала являлся Джалил Мамедкулизаде, основным автором был Омар Фаик. Омар Фаик также распоряжался административными и финансовыми вопросами журнала. Начинается рассвет публицистики Омар Фаика. Он превращается в незаменимого помощника Мирзы Джалила в редакции. В Институте рукописей Азербайджана хранится воспоминание Омар Фаика «Что такое журнал „Молла Насреддин“?». В этой статье рассказывается о создании, цели, миссии, деятельности и борьбе, которую вёл журнал сатиры. Двум моментам уделяется особое внимание. Одним из них является название журнала, другим — разделение обязанностей в редакции. Говоря словами Омара Фаика: «имя само по себе реклама, доказательство». Друзья тщательно продумывали название журнала и "перебрав много вариантов, выбрали «Молла Насреддин». Как писал Омар Фаик, «услышав „Молла Насреддин“ читатель мог подумать, что его ждут смешные истории, увлекательные беседы, мудрые высказывания».
Еще один момент состоял в том, что, как пишет Омар Фаик, когда обсуждалась концепция журнала, было принято решение, что он обязательно должен быть с карикатурами. Омар Фаик считал, что народу будет понятнее, когда его врагов разоблачают в насмешливой форме, и он увидит в лице издания «Молла Насреддин» своего защитника.
В художественном оформлении, выборе и подготовке материалов «Молла Насреддин» он был вторым основным лицом в журнале. В архиве Омар Фаика, который хранится в Институте Рукописей, можно увидеть, что на некоторых карикатурах стоит надпись «мое» написанная его рукой. Позже Омар Фаик и Джалил Мамедкулизаде привлекли к активному участию в журнале азербайджанского поэта Мирза Алекпер Сабира.
В журнале со временем сложился уникальный коллектив публицистов и художников. Известно, что в основном карикатуры для журнала рисовались Оскаром Шмерлингом и Иосифом Роттером. Однако, тему, характер, композицию этих карикатур определяли Омар Фаик и Джалил Мамедкулизаде. В воспоминаниях Омар Фаика есть следующее: «Многие рисунки в журнале „Молла Насреддин“, относящиеся к нашей общественной жизни, не являются карикатурами, то есть выдумкой, уподоблением. Это, можно сказать, даже фотографии людей и событий».
Резкие политические выступления Омар Фаика в журнале порождали ненависть и злость у правящих сил и уважение среди демократически настроенных просветителей. В 1907 году он был арестован за то, что изобразил Султана Абдулгамида в образе обезьяны перед европейскими государствами. По требованию народа он был освобожден через 2 месяца.
После ареста Омар Фаика, на обложке 37 номера журнала от 2 октября 1907 года была опубликована карикатура художественного оформителя журнала Шмерлинга, на которой священнослужители, беки и помещики подтрунивают над закованным в кандалы Омар Фаиком. Над карикатурой было написано «Омар Фаик Неманзаде», а под ней следующие слова поэта Сабира:
Noldu balam ədaların,

O uçalan sədaların,

Böyüklərə cəfaların

Sən deyən oldu, biz dəyən!
Ну что мой друг, чем обернулись твои выходки?

Твой голос, восходящий к небу,

Страдания и муки по Старшим?

Кто оказался прав, ты иль мы?
20 октября в 39 номере журнала было опубликовано еще одно известное стихотворение Сабира, посвящённое Омар Фаику. Это стихотворение поэтично перекликалось не только с жизнью Омар Фаика, но и со всем миром журнала «Молла Насреддин». Оно отражало возрождаемое им национально-духовное самосознание. «Говорил тебе, нет пользы в твоих стенаниях и за кого горел ты не заплачут над прахом твоим» — так в свойственной Сабиру манере поэт хотел довести до читателя мысль о том, что народ никогда не забудет своих героев, которые полностью посвящают себя служению народу не требуя ничего взамен.
После 1921 года, когда журнал «Молла Насреддин» стал инструментом советской пропаганды, Омар Фаик отказался от работы в нём.
Он оставался близким другом Джалила Мамедкулизаде, которому пришлось оставаться официальным редактором журнала, несмотря на его полные расхождения с новым советским направлением журнала, до последних его дней. В 1932 году в Баку он похоронил своего друга Джалила Мамедкулизаде.
Коллекция известных и подтвержденных на сегодняшний день публикаций Омар Фаика в журнале «Молла Насреддин» включена в печатные издания «Избранное» от 1992 и 2006 годов.

### Другие газеты и журналы
Омар Фаик печатался не только в журнале «Молла Насреддин», но и в ряде газет и журналов, которые издавались в то время («Хайят», «Иршад», «Прогресс», «Ачык Сёз», «Батрак», «Коммунист», «Колхозник», «Красный флаг», «Садовник» и иные). Его статьи печатались под подписью «Омар Фаик Неманзаде», «Надежда», «Надеющийся», «Фаик Неманзаде», «Лаглаги», «Мозалан» и другими именами и псевдонимами, которых насчитывалось до 40. Не все они еще подтверждены научными исследованиями в Азербайджане и Турции. Знание османского алфавита и языка необходимо для проведения дальнейших исследований подписей-оригиналов Неманзаде.

## Семья
Омар Фаик был женат на Абиде ханум. У них было четверо детей: сын Кямиль (1911—1986), дочери Кямиля (1913—1992), Адиля (1915—1992), Бахтли (1917—2008).
Сын Кямиль Неманзаде, выпускник медицинского института, был объявлен пантюркистом. После девяти месяцев в бакинской тюрьме, он был отправлен в лагерь на север, в Кедровый Шор, Республика Коми. Он провел в лагерях 20 лет, где был востребован как врач. После 1956 года вернулся к родным, в Баку, где также работал врачом.
Дочери — Кямиля, Адиля и Бахтли, как дети «врага народа» прожили свою жизнь в Баку. Все они также получили образование в медицинском институте. Начиная с 1970-х годов ряд историков и журналистов, занимающихся новыми исследованиями по советской истории, все ещё робко выходят на связь с дочерьми Омар Фаика.
Во время исполнения обязанностей Главного инспектора Администрации (полиции) Парламента АДР Омар Фаик проживал с семьей по адресу: Баку, улица Истиглалият, 7 (быв. улица Николаевская, 7). Далее, по адресу улица Физули (быв. улица Басина), 19, где до своей смерти проживала его супруга Абида ханум с дочерью Бахтли.
Правнучка Ульвия Пепинова на 2024 год проживает в Великобритании. Ведёт мемориальный проект Омара Фаика Неманзаде, а также пропагандирует культурное наследие Азербайджана, являясь членом диаспоры.

### Книги, буклеты
Омар Фаик Неманзаде является автором шести книг и буклетов:
- «Приглашение к изданию произведений» (азерб. Nəşri-asarə dəvət), Издательство «Qeyrət mətbəəsi», Тбилиси, 1905. (Оригинал рукописи хранится в Институте рукописей НАН Азербайджана в отделе Омар Фаик Неманзаде).
- «Несколько слов» (азерб. Bir iki söz) предисловие к эссе «Кафлет» (азерб. Qəflət) Мухаммеда Ордубади. Издательство «Qeyrət mətbəəsi», Тбилиси, 1906.
- «Какие науки нам нужны?» (азерб. Bizə hansı elmlər lazımdır?). Издательство «Qeyrət mətbəəsi», Тбилиси, 1907. (Оригинал рукописи хранится в Институте рукописей НАН Азербайджана в отделе Омар Фаик Неманзаде).
- «Третий год» (азерб. Üçüncü il), Издательство «Азернешр», Баку, 1927. Книга, содержащая рассказы для школ, была написана в соавторстве
- с Г.К. Санылы[азерб.] и Х. Ахундовым. Книга была расширена и переиздана в более поздние годы: 1928, 1929, 1930.
- «Что такое журнал Молла Насреддин?» (азерб. Molla Nəsrəddin jurnalı nədir?). В этой статье от 25 мая 1936 года Омар Фаик рассказал о создании журнала «Молла Насреддин», об идеологии журнала и о борьбе, которую он вёл. Рукопись из шести страниц хранится в Институте рукописей НАН Азербайджана в отделе Омар Фаик Неманзаде.
- «Воспоминания» (азерб. Xatirələrim). Составитель: Шамиль Гурбанов, Издательство «Гянджлик», Баку, 1985. (Оригинал рукописи хранится в Институте рукописей НАН Азербайджана в отделе Омар Фаик Неманзаде).

### Статьи в газетах, журналах
Известно более ста статей Неманзаде в газетах и журналах.

## Оценки деятельности
Поэт Бахтияр Вагабзаде после прочтения «Избранных произведений» впервые, писал:

Между строк я увидел сердце, пылающее за родину и народ, за их судьбу. Это сердце бьется в унисон с сердцами Мирзы Джалиля, Сабира, Хади. Любовь к родине воздвигла его на пьедестал своего времени. С высоты всенародной любви Омар Фаик видел все без красок, таким как есть, но он отрицал все уродства и трудился во имя красоты.
Мирза Шариф Мирзаев — главный цензор по мусульманской прессе с 1906 по 1917 годы в цензорном комитете Тбилиси:

Разве возможно такое, чтобы наше будущее свободное поколение не вспомнило имя человека, который в самые суровые дни реакционеров после первой русской революции, пренебрегая всеми опасностями, с большим мужеством пропагандировал революционные идеи, призывал соотечественников к свету, к свободе?"

## Память
3 октября 2022 года издано распоряжение президента Азербайджана о праздновании 150-летнего юбилея Омара Фаига Неманзаде. В течение 2022-2023 годов проведён ряд мероприятий, посвященных деятельности и творчеству Неманзаде.
Создан мемориальный сайт Неманзаде.